# Țipătul (pictură)

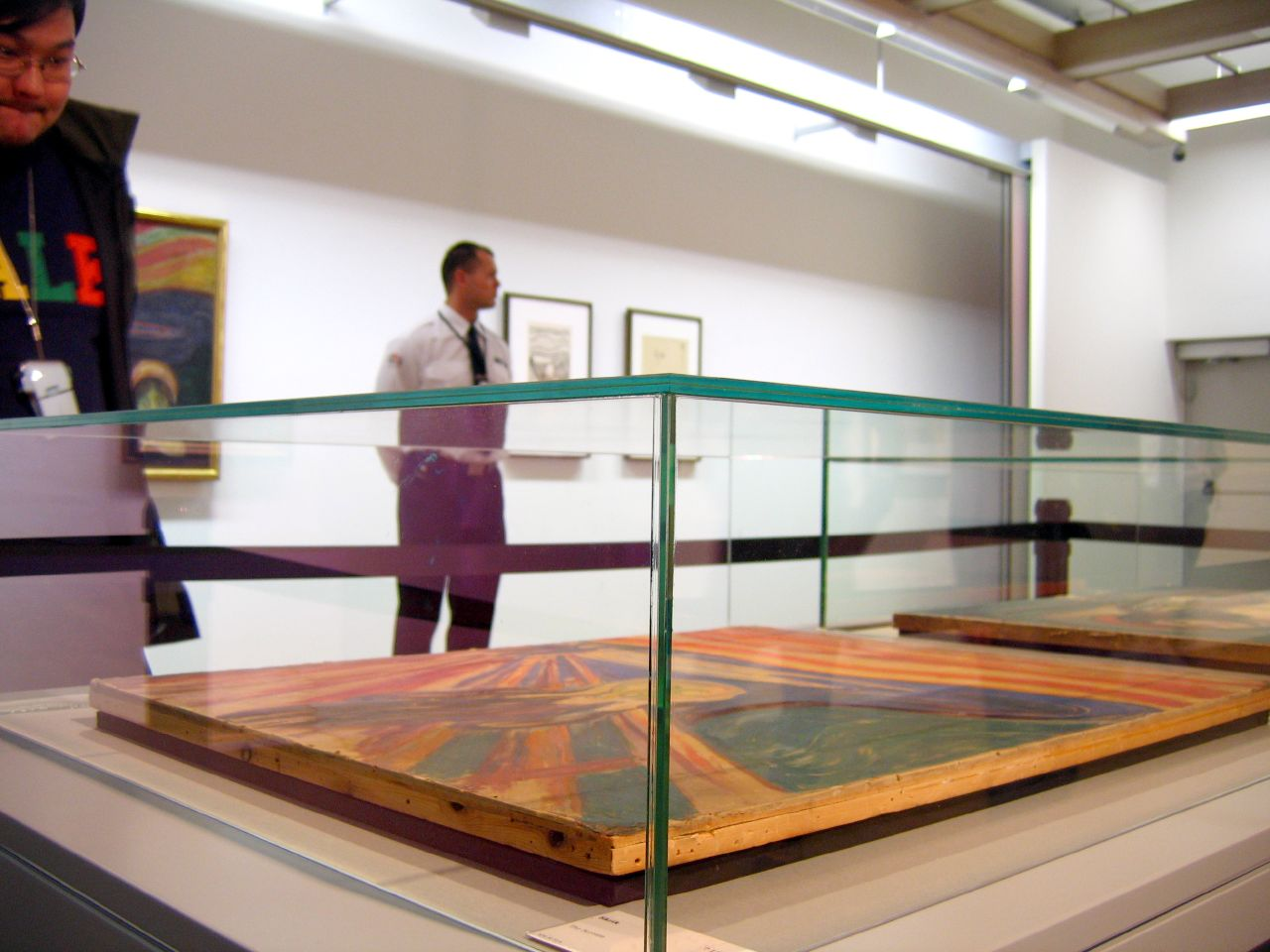
Versiunea cea mai faimoasă a tabloului Skrik (Ţipătul), aflat sub pază severă - Galeria Națională a Norvegiei

Țipătul (în norvegiană și original Skrik) este titlul a patru tablouri ale pictorului norvegian Edvard Munch realizate între 1893 și 1910. Versiunea cea mai faimoasă se găsește la Galeria Națională a Norvegiei și a fost terminată în 1893. Alte două versiuni se află la Muzeul Munch din Oslo în timp ce una se află într-o colecție particulară. În 1895 Edvard Munch a realizat și o litografie cu același titlu.

## Descriere
Tabloul este considerat o expresie a anxietății omului modern. Autorul relatează modul cum a ajuns la realizarea acestuia:
 "Mă plimbam cu doi prieteni la apus de soare. Cerul a devenit roșu ca sângele. M-am oprit și m-am sprijinit de un gard, simțindu-mă, în mod inexplicabil, extrem de obosit. Limbi de foc și sânge se întindeau pe fiordul albastru. Prietenii mei au continuat să se plimbe, în timp ce eu am rămas în urmă, tremurând de spaimă. Atunci am auzit țipătul enorm, infinit al naturii"

Versiunea deținută de un particular, estimată inițial la 80 de milioane de dolari, a fost vândută în cursul unei licitații organizate de casa Sotheby's la New York pe 2 mai 2012 pentru suma de 119,92 milioane de dolari (91 milioane de euro), devenind astfel opera de artă cea mai scumpă vândută la o licitație până la această dată.

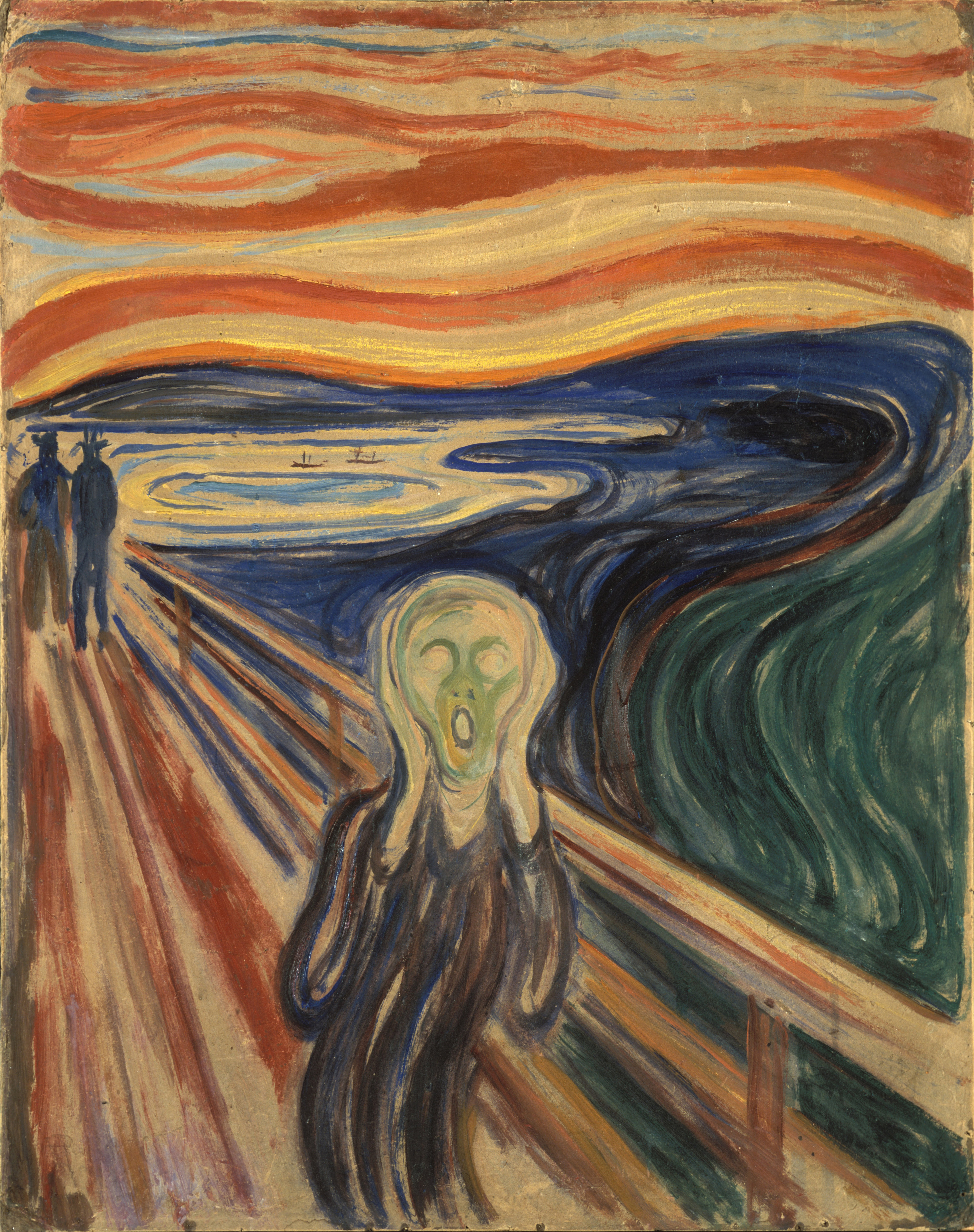
Muzeul Munch
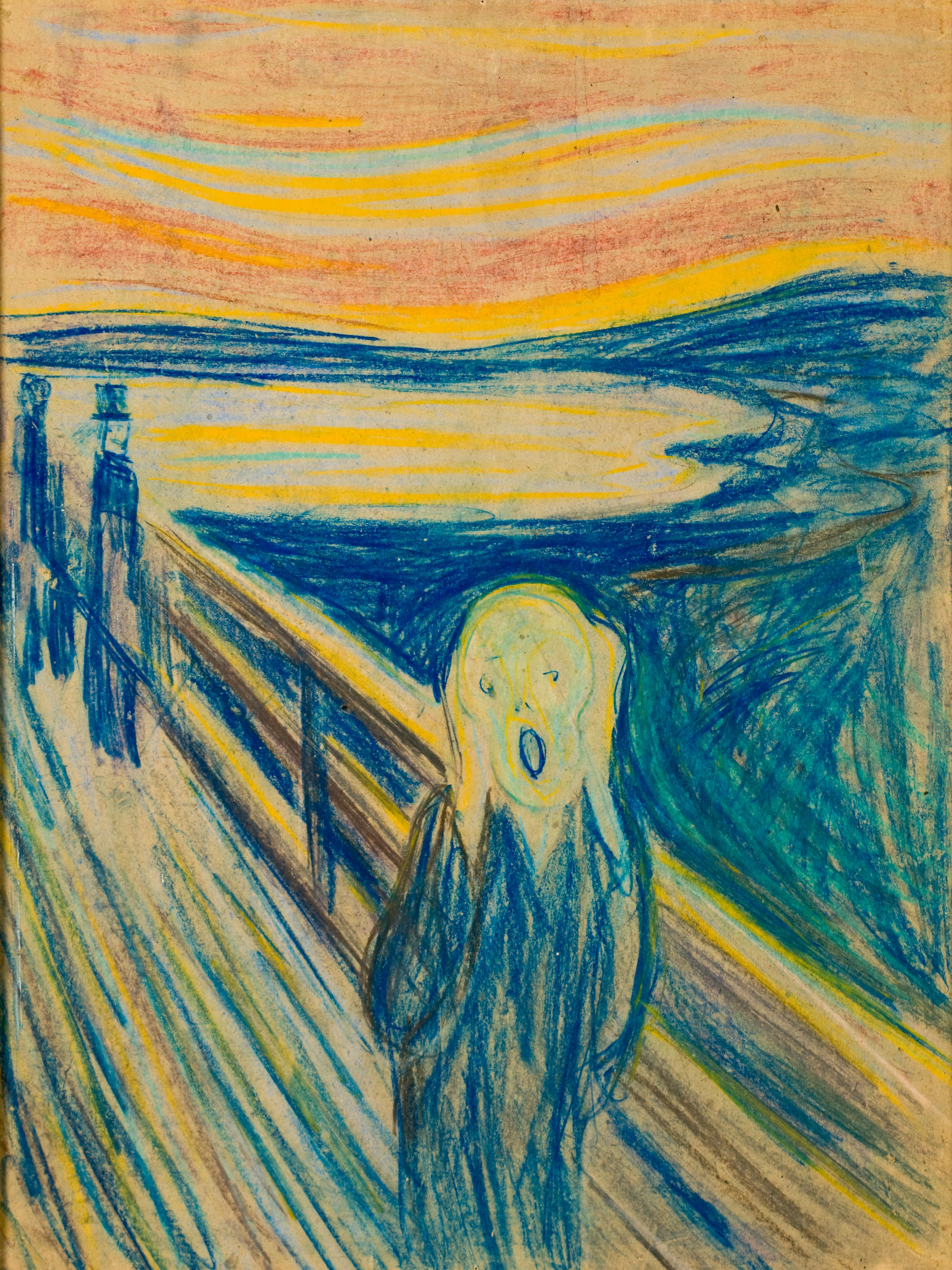
Muzeul Munch
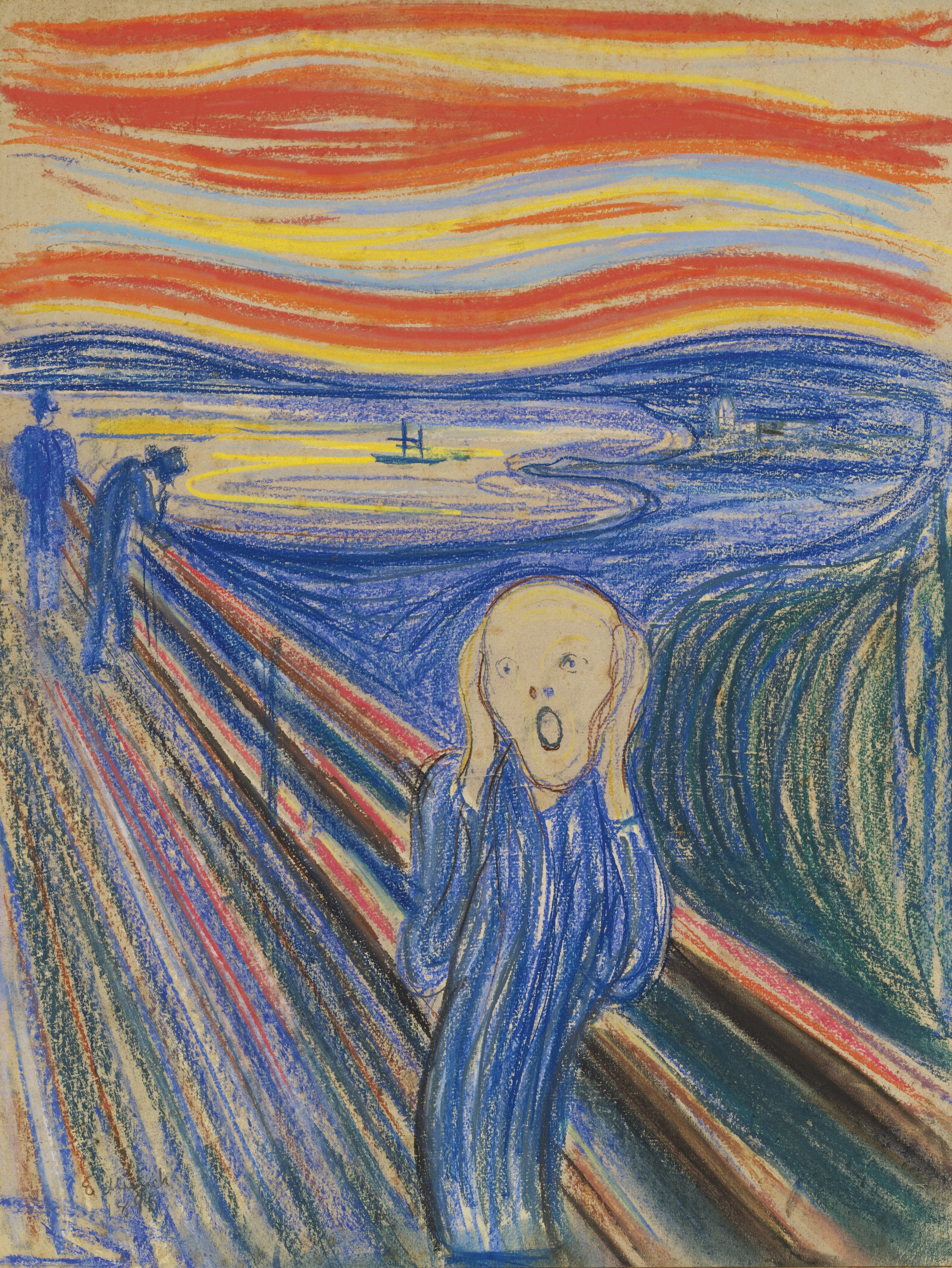
Colecție particulară